# Tsukemen

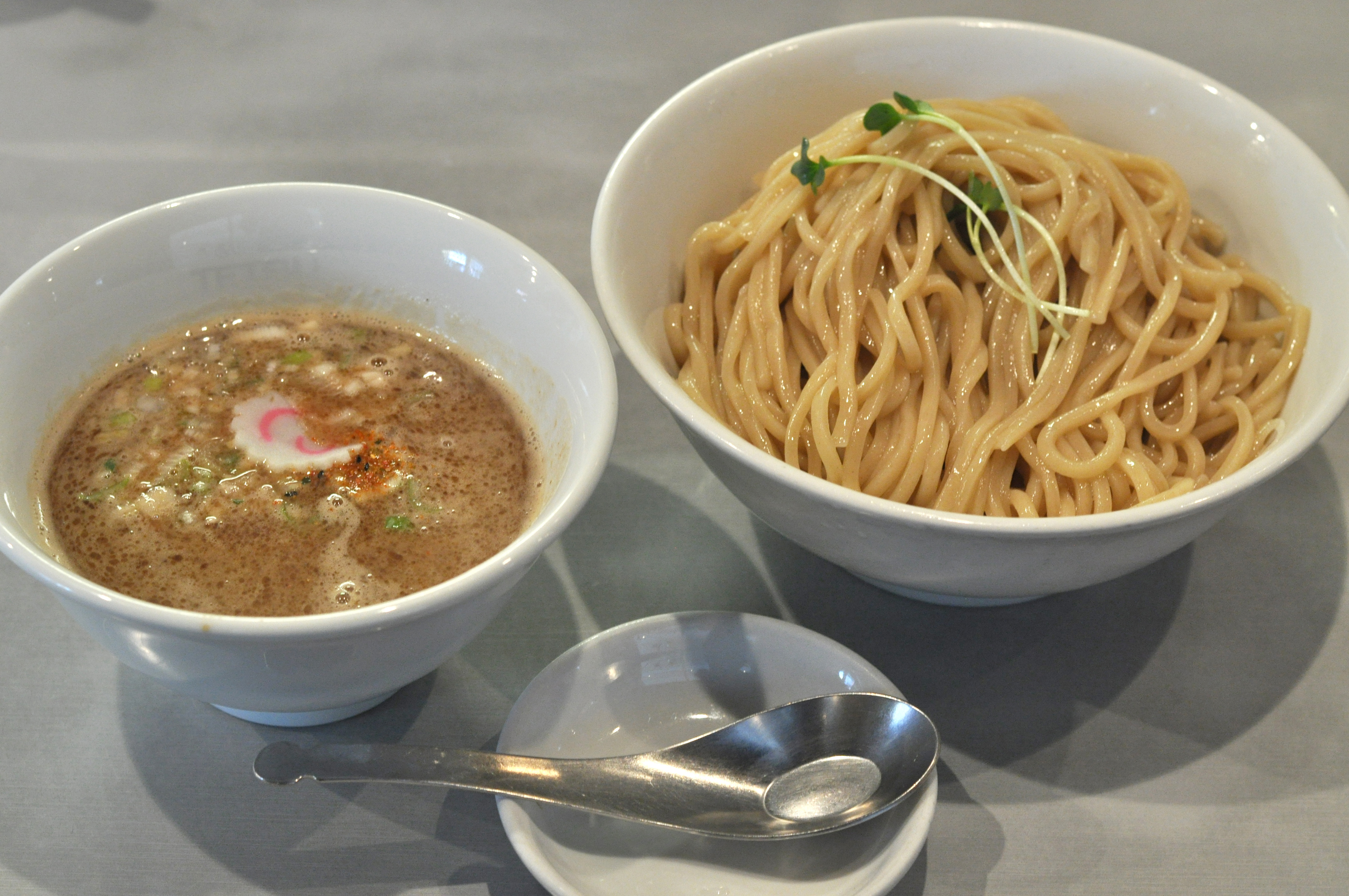
Tsukemen, com o macarrão à direita e o caldo à esquerda

Tsukemen (つけ麺) é um prato japonês, constituído por macarrão e caldo próprio servidos à parte, podendo ter outros acompanhamentos. É considerado um tipo de lámen.

## Características
O tsukemen é servido com o macarrão e o caldo em tigelas separadas. Normalmente, se mergulha no caldo apenas a quantia de macarrão que será levada à boca. Não se mergulha toda a  massa no caldo de uma vez, nem se joga o caldo sobre o macarrão.

### A massa
A massa do tsukemen é amarelada e feita a base de farinha de trigo e kansui (água própria para a produção de macarrão oriental no estilo chinês). Este macarrão é lavado em água gelada, logo após o cozimento, e servida em uma tigela separada do caldo.
O macarrão pode ser servido frio ou quente, sendo chamados de:
- Hiyamori (servido frio): quando o tsukemen é servido com a massa fria, logo após ser cozida e lavada.[2]
- Atsumori (servido quente): quando a massa do tsukemen, depois de lavada, é mergulhada novamente em água quente e servida quente.[2]

### O caldo
O caldo do tsukemen é feito de dashi extraído de frutos do mar e/ou ossos de animais como porco e galinha; e temperado com shoyu, sal, miso ou outro tipo de condimento, sendo similar ao caldo do lámen. Porém o caldo do tsukemen apresenta sabores mais fortes que o do lámen, sendo mais ácido, adocicado ou apimentado. Geralmente, o caldo é servido quente, mas há restaurantes que servem uma variedade fria.

#### Soup wari

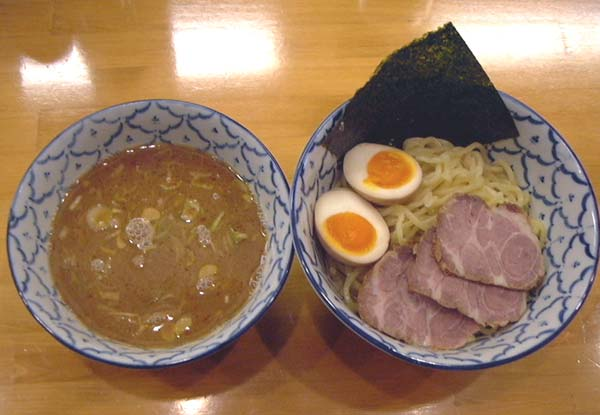
Tsukemen com o macarrão (à direita) coberto de nori, ajitama e chāshū, de cima para baixo.

Soup wari (スープ割り, sūpu wari) é o acréscimo de sopa quente no caldo do tsukemen, depois de terminar de comer a massa deste prato. Este acréscimo reaquece o caldo, que muitas vezes esfria por ter mergulhado macarrão frio, e o dilui, pois o caldo é considerado muito forte para beber puro, até o tornar próprio para ser tomado como uma sopa no final da refeição.

### Acompanhamentos
Os acompanhamentos do tsukemen podem ser servidos sobre o macarrão ou mergulhados no caldo. Os acompanhamentos mais comuns são: ajitama (ovo cozido com sabor), chāshū (porco cozido), nori (alga seca) e menma (broto de bambu); porém dependendo do restaurante podem ser servidas outras variedades.

## História
O primeiro restaurante a servir o tsukemen foi Daishōken, localizado em Tokyo. O prato estreou no cardápio em 1955. Kazuo Yamagishi, dono e chefe deste restaurante, é considerado o pai do tsukemen, embora o prato seja servido com o nome de tokusei mori-soba no estabelecimento dele.
O nome tsukemen foi utilizado pela primeira vez em 1973, pelo restaurante Tsukemen Daiō (que significa o grande rei do tsukemen em japonês).

### No Brasil
O tsukemen pode ser saboreado em alguns restaurantes japoneses do  bairro da Liberdade, no  município de São Paulo.